# Motown Records
Motown Records er et pladeselskab grundlagt 12. januar 1959 i Detroit af Berry Gordy.
Ifølge dokumentarfilmen Standing in the Shadows of Motown (2002) har Motown-kunstnere indspillet flere #1-hits end The Beatles, The Rolling Stones, The Beach Boys og Elvis Presley tilsammen. Nogle af de mest kendte Motown-sange er “I Want You Back” (The Jackson 5) “My Girl" (The Temptations), "I Heard it through the Grapevine" (Marvin Gaye), "Please Mr. Postman" (The Marvelettes), "You Can't Hurry Love" (The Supremes) og "Dancing in the Street" (Martha and the Vandellas).
Pladeselskabet er i dag en del af Universal Music Group.

## De første år 1958-61
Berry Gordy arbejdede på Ford fabrikken i 1950'erne og ernærede sig samtidig som sangskriver. Han leverede bl.a. flere hits til datidens store soul-sanger Jackie Wilson.
Men som følge af at musikbranchen var ny og ung, var der ikke de store penge i at skrive sange, da man på det tidspunkt kun fik et engangsbeløb per sang, til forskel fra i dag hvor en sangskriver får royalties hver gang en sang bliver spillet i radioen.
Men Gordy havde næse for forretning, han var ikke et sekund i tvivl om, at der var penge i pladebranchen, men det galdte om at udgive sine egne produktioner. I 1957 møder Gordy doo-wop gruppen The Miracles med Smokey Robinson, der var forsanger og sangskriver. Efter opfordring fra Smokey Robinson, starter Gordy sit eget pladeselskab med en startkapital på 800$. Pladeselskabet fik navnet Motown, som er en forkortelse af Motor Town, hvilket Detroit blev kaldt på grund af de mange bilfabrikker i byen.
Gordy og Robinson skrev sammen numret "Shop Around" til The Miracles, som blev Motowns første kæmpe hit i 1960 med et pladesalg på 1 million. Gordy havde nu kapital til at købe et hus i Detroit, som han døbte Hitsville U.S.A. Desuden investerede han i kostbart studieudstyr, hvilket bl.a. omfattede en 3 spors båndoptager.
Berry Gordy fandt et hold dygtige lokale musikere som fik navnet The Funk Brothers. Gruppen blev fast tilknyttet som studiemusikere, hvor de skulle være til rådighed 24 timer i døgnet.
Gordy fik kontakt til de lokale sangskrivere Holland-Dozier-Holland som kunne levere hits på samlebånd til hans nye kunstnere, da Gordy havde skrevet kontrakter med lokale unge og uprøvede talenter såsom Marvin Gaye, The Four Tops, The Temptations, The Marvelettes, Primettes (senere The Supremes) og Gladys Knight and the Pips. Gordy havde 100% kontrol over disse kunstneres karrierer.
Motown kunne så forme dem ved at køre dem igennem en række af det nye selskabs forskellige afdelinger, der tog sig af sangskrivning og produktion, danse-koreografi, planlægning af turneer og en velsmurt markedsføringsmaskine, der havde gode kontakter til radiostationerne.
Missionen var helt klart at nå ud til det store købedygtige hvide publikum.

## Motowns klassiske periode 1961-67
Pladeproduktionerne bar præg af iørefaldende hits, nærmest overfladiske "tyggegummi"-sange, skræddersyet til det nye teenage-publikum.
Produktionerne blev skabt af en stram rytmegruppe, der spillede faste ostinate, med bassen langt fremme i lydbilledet, ofte med en tamburin eller handclap der markerede beatet på 2 og 4.
Kor, blæser og pompøse stryger leverede harmonierne, som gav musikken et "symfonisk lag".
Vokalen blev sunget uden for mange blues og gospel fraseringer, til forskel fra andre af datidens sorte kunstner som Aretha Franklin og Otis Redding, som havde en udpræget gospel baggrund.
Motowns kunstnere optrådte altid pænt og i ulastelig påklædning. Sceneshowet var nøje koreograferet, og var uden for mange vilde og sexede dansetrin. Tv-optræden var altid for et hvidt publikum.
Gordys velsmurte maskine sprøjtede hits ud på samlebånd, og den stramme økonomiske styring, skabte hurtigt indtjeninger i million klassen. Men flere af Motowns kustnere var blevet trætte af den hårde måde, Gordy styrede deres karriere på. Blandt andet havde Stevie Wonder og Marvin Gaye lyst til selv at skrive sange og producere deres plader. Men der var ikke tid til at eksperimenter. Den velsmurte Motown maskine kørte, og der var ikke plads til kunstnerisk udfoldelse, så længe sangskriverne leverede hits på samlebånd til Motowns kunstnere.

## Musikalsk Stilskifte
Holland-Dozier-Holland stoppede i 1967 samarbejdet med Motown for at starte deres eget selskab. De var blevet trætte af at se de mange millionerne ryge ned i Gordys kasse uden selv at få del i overskuddet, på trods af at de skrev mange af de store Motown hits, der i dag er klassikere.
Men efter at Holland/Dozier/Holland havde forladt Motown, formåede Berry Gordy at forny selskabet med den nye producer og sangskriver Norman Whitfield. Han ændrede lyden i produktionerne til en mere rå og funky lyd. Den nye lyd var en tiltrængt fornyelse, da samfundet nu var under forandring med; den sorte befolknings raceoprør i syden, Vietnamkrigen og den nye psykedeliske rockmusik.
Motowns nye stil medførte, at teksterne blev mere socialt-realistiske, hvilket eksempelvis kan ses ved at teksterne bl.a. omhandlede livet i ghettoen med narko og fattigdom. Pladecoverne fik et mere surrealistisk udseende i takt med den nye hippie-kultur, der tiltalte den nye generation.
Musikkens opbygning blev mere fri, numrene blev længere, og musikerne fik friere tøjler til at eksperimentere, og der blev lagt mindre vægt på strygere. Der blev brugt flere effekter som wah pedaler, phaser og nye instrumenter som synthesizer, sitar og afrikansk inspireret Percussion og conga.
Kunstnernes udseende ændredes fra tidligere tiders klassiske jakkesæt og glat hår, til mere spraglet tøj, pandebånd og afrohår.
En af de grupper, der gennemgik den forvandling var The Temptations, som i 1958 hed The Distants. Gruppen var en lokal Detroit doo-wop gruppe, der sang på gadehjørnerne; men da de skrev kontrakt med Motown i 1961, ændrede Berry Gordy navnet til det mere kommercielt klingende navn: The Temptations.
I gruppens første år var det hovedsagelig Smokey Robinson, der skrev sange og producerede for gruppen. Robinson havde et udpræget talent for at skrive søde ørehængere, som bl.a. Temptations første #1 hit "My Girl" fra 1964, hvor der i bedste popstil i sidste vers moduleres en tone op.
Norman Whitfield overtog produktionen og arbejdet med The Temptations, og i 1968 skrev han sammen med tekstforfatteren Barry Strong alle numrene til albummet Cloud Nine. På denne plade er der gjort mere brug af el-guitar og percussion, og der er lagt mindre vægt på strygere og blæsere i forhold til tidligere Motown produktioner.

## Jackson 5
I slutningen af 1960'erne manglede Motown nyt blod til at bringe selskabet ind i det nye årti, og efter anbefaling fra Gladys Knight skrev Berry Gordy i 1968 øjeblikkeligt kontrakt med Jackson Five (J5) efter en audition. Motowns nye hovedkvarter og studie i Los Angeles forsynede J5 med de "rigtige sange" i en lettere soul-pop stil. J5's debutplade i 1969 endte som #1 på både pop og R&B charts.
Holland-Dozier-Holland vendte tilbage til Motown i 1970'erne og leverede flere hits til bl.a. J5. I 1976 afbrød J5 samarbejdet med Motown som følge af manglende kunstnerisk frihed til selv at styre hvilke sange, de skulle indspille.
Flere af J5's medlemmer, deriblandt Michael Jackson, ville skrive deres eget materiale. Set i bakspejlet kan det virke underligt, at Gordy ikke lod J5 få den ønskede kunstneriske frihed, som Motown tidligere bl.a. havde givet Stevie Wonder tilbage i 1971. Til trods for at Stevie Wonder havde fået 100% kunstnerisk frihed fra Motown, forsatte Stevie Wonder med at sprøjte hits ud op igennem 70'erne.
Historien har senere vist, at Michael Jacksons sagtens kunne stå på egne ben som sangskriver.
Det er nok Berry Gordys største kommercielle fejltrin, at han ikke formåede at holde på J5 og Michael Jackson, som til dato er verdens mest sælgende kunstner.[kilde mangler]
De nye Motown kunstnere op gennem halvfjerdserne og til i dag er bl.a. The Commodores, Lionel Richie, Rick James og Boyz II Men.

## Motowns indflydelse
Ordet Motown er i dag synonym på den klassiske periode og lyd fra 1960'erne; et lydbillede som også har haft stor indflydelse på genrationer af musikere såsom svenske The Cardigans og Lenny Kravitz. Desuden har Motown-lyden kunne høres i Vanessa Paradise hittet "Be My Baby", og ikke mindst i Fontella Bass' "Rescue Me", som var en tro kopi af Motowns lyd. "Rescue Me" blev udgivet det Chicago-baserede Chess Records i 1965.
The Temptations, som nok må betegnes som verdens første boyband, har med deres stramme koreograferet dans og flerstemmig sang, også haft stor indflydelse på nutidens boybands som bl.a. Westlife og Backstreet Boys.

## Ejerskab efter Berry Gordy
Berry Gordy solgte Motown og alle rettigheder til bagkataloget i 1988 til MCA for kun 60 millioner $. Den handel er senere blevet kåret til at være en af de dummeste handler i musikhistorien. Kun fem år senere videresolgte MCA Motown til PolyGram for 325 millioner $. PolyGram er siden blevet solgt videre, og i dag indgår Motown i Universal Music Group.

## Motowns #1-hits i USA
Det følgende er eksempler på Motown-singler, som har været #1 enten på Billboard Hot 100 eller på Billboard R&B singles chart.
| År   | Titel                                          | Kunstner                 | #1 Pop | #1 R&B |
| ---- | ---------------------------------------------- | ------------------------ | ------ | ------ |
| 1960 | "Shop Around"                                  | The Miracles             | -      | 1      |
| 1961 | "Please Mr. Postman"                           | The Marvelettes          | 1      | 1      |
| 1962 | "Do You Love Me"                               | The Contours             | -      | 1      |
| 1963 | "(Love Is Like a) Heat Wave"                   | Martha and the Vandellas | -      | 1      |
| 1964 | "My Guy"                                       | Mary Wells               | 1      | -      |
| 1964 | "Where Did Our Love Go"                        | The Supremes             | 1      | 1      |
| 1964 | "Baby Love"                                    | The Supremes             | 1      | -      |
| 1965 | "My Girl"                                      | The Temptations          | 1      | 1      |
| 1965 | "I Can't Help Myself (Sugar Pie, Honey Bunch)" | Four Tops                | 1      | 1      |
| 1966 | "You Can't Hurry Love"                         | The Supremes             | 1      | 1      |
| 1967 | "I Heard It through the Grapevine"             | Gladys Knight & the Pips | -      | 1      |
| 1968 | "I Heard It through The Grapevine"             | Marvin Gaye              | 1      | 1      |
| 1969 | "I Want You Back"                              | The Jackson 5            | 1      | 1      |
| 1970 | "War"                                          | Edwin Starr              | 1      | 1      |
| 1970 | "The Tears of a Clown"                         | The Miracles             | 1      | 1      |
| 1971 | "What's Going On"                              | Marvin Gaye              | -      | 1      |
| 1972 | "Papa Was a Rollin' Stone"                     | The Temptations          | 1      | -      |
| 1973 | "Let's Get It On"                              | Marvin Gaye              | 1      | 1      |
| 1974 | "Dancing Machine"                              | The Jackson 5            | -      | 1      |
| 1977 | "I Wish"                                       | Stevie Wonder            | 1      | 1      |
| 1980 | "Upside Down"                                  | Diana Ross               | 1      | 1      |
| 1983 | "All Night Long (All Night)"                   | Lionel Richie            | 1      | 1      |
| 1984 | "I Just Called to Say I Love You"              | Stevie Wonder            | 1      | 1      |
| 1985 | "Rhythm of the Night"                          | DeBarge                  | -      | 1      |
| 1993 | "End of the Road"                              | Boyz II Men              | 1      | -      |
| 1994 | "I'll Make Love to You"                        | Boyz II Men              | 1      | 1      |
| 1997 | "On & On"                                      | Erykah Badu              | -      | 1      |
| 2000 | "Bag Lady"                                     | Erykah Badu              | -      | 1      |